# Cissus neei
Cissus neei là một loài thực vật hai lá mầm trong họ Nho. Loài này được Croat miêu tả khoa học đầu tiên năm 1976 publ. 1977.